# Lista över småplaneter (1–500)
Detta är en lista över numrerade småplaneter, nummer 1–500.
|     | 0           | 100           | 200         | 300            | 400           |
| --- | ----------- | ------------- | ----------- | -------------- | ------------- |
| 1   | Ceres       | Helena        | Penelope    | Bavaria        | Ottilia       |
| 2   | Pallas      | Miriam        | Chryseïs    | Clarissa       | Chloë         |
| 3   | Juno        | Hera          | Pompeja     | Josephina      | Cyane         |
| 4   | Vesta       | Klymene       | Kallisto    | Olga           | Arsinoë       |
| 5   | Astraea     | Artemis       | Martha      | Gordonia       | Thia          |
| 6   | Hebe        | Dione         | Hersilia    | Unitas         | Erna          |
| 7   | Iris        | Camilla       | Hedda       | Nike           | Arachne       |
| 8   | Flora       | Hecuba        | Lacrimosa   | Polyxo         | Fama          |
| 9   | Metis       | Felicitas     | Dido        | Fraternitas    | Aspasia       |
| 10  | Hygiea      | Lydia         | Isabella    | Margarita      | Chloris       |
| 11  | Parthenope  | Ate           | Isolda      | Claudia        | Xanthe        |
| 12  | Victoria    | Iphigenia     | Medea       | Pierretta      | Elisabetha    |
| 13  | Egeria      | Amalthea      | Lilaea      | Chaldaea       | Edburga       |
| 14  | Irene       | Kassandra     | Aschera     | Rosalia        | Liriope       |
| 15  | Eunomia     | Thyra         | Oenone      | Constantia     | Palatia       |
| 16  | Psyche      | Sirona        | Kleopatra   | Goberta        | Vaticana      |
| 17  | Thetis      | Lomia         | Eudora      | Roxane         | Suevia        |
| 18  | Melpomene   | Peitho        | Bianca      | Magdalena      | Alemannia     |
| 19  | Fortuna     | Althaea       | Thusnelda   | Leona          | Aurelia       |
| 20  | Massalia    | Lachesis      | Stephania   | Katharina      | Bertholda     |
| 21  | Lutetia     | Hermione      | Eos         | Florentina     | Zähringia     |
| 22  | Kalliope    | Gerda         | Lucia       | Phaeo          | Berolina      |
| 23  | Thalia      | Brunhild      | Rosa        | Brucia         | Diotima       |
| 24  | Themis      | Alkeste       | Oceana      | Bamberga       | Gratia        |
| 25  | Phocaea     | Liberatrix    | Henrietta   | Heidelberga    | Cornelia      |
| 26  | Proserpina  | Velleda       | Weringia    | Tamara         | Hippo         |
| 27  | Euterpe     | Johanna       | Philosophia | Columbia       | Galene        |
| 28  | Bellona     | Nemesis       | Agathe      | Gudrun         | Monachia      |
| 29  | Amphitrite  | Antigone      | Adelinda    | Svea           | Lotis         |
| 30  | Urania      | Elektra       | Athamantis  | Adalberta      | Hybris        |
| 31  | Euphrosyne  | Vala          | Vindobona   | Etheridgea     | Nephele       |
| 32  | Pomona      | Aethra        | Russia      | Siri           | Pythia        |
| 33  | Polyhymnia  | Cyrene        | Asterope    | Badenia        | Eros          |
| 34  | Circe       | Sophrosyne    | Barbara     | Chicago        | Hungaria      |
| 35  | Leukothea   | Hertha        | Carolina    | Roberta        | Ella          |
| 36  | Atalante    | Austria       | Honoria     | Lacadiera      | Patricia      |
| 37  | Fides       | Meliboea      | Coelestina  | Devosa         | Rhodia        |
| 38  | Leda        | Tolosa        | Hypatia     | Budrosa        | Zeuxo         |
| 39  | Laetitia    | Juewa         | Adrastea    | Dorothea       | Ohio          |
| 40  | Harmonia    | Siwa          | Vanadis     | Eduarda        | Theodora      |
| 41  | Daphne      | Lumen         | Germania    | California     | Bathilde      |
| 42  | Isis        | Polana        | Kriemhild   | Endymion       | Eichsfeldia   |
| 43  | Ariadne     | Adria         | Ida         | Ostara         | Photographica |
| 44  | Nysa        | Vibilia       | Sita        | Desiderata     | Gyptis        |
| 45  | Eugenia     | Adeona        | Vera        | Tercidina      | Edna          |
| 46  | Hestia      | Lucina        | Asporina    | Hermentaria    | Aeternitas    |
| 47  | Aglaja      | Protogeneia   | Eukrate     | Pariana        | Valentine     |
| 48  | Doris       | Gallia        | Lameia      | May            | Natalie       |
| 49  | Pales       | Medusa        | Ilse        | Dembowska      | Hamburga      |
| 50  | Virginia    | Nuwa          | Bettina     | Ornamenta      | Brigitta      |
| 51  | Nemausa     | Abundantia    | Sophia      | Yrsa           | Patientia     |
| 52  | Europa      | Atala         | Clementina  | Gisela         | Hamiltonia    |
| 53  | Kalypso     | Hilda         | Mathilde    | Ruperto-Carola | Tea           |
| 54  | Alexandra   | Bertha        | Augusta     | Eleonora       | Mathesis      |
| 55  | Pandora     | Scylla        | Oppavia     | Gabriella      | Bruchsalia    |
| 56  | Melete      | Xanthippe     | Walpurga    | Liguria        | Abnoba        |
| 57  | Mnemosyne   | Dejanira      | Silesia     | Ninina         | Alleghenia    |
| 58  | Concordia   | Koronis       | Tyche       | Apollonia      | Hercynia      |
| 59  | Elpis       | Aemilia       | Aletheia    | Georgia        | Signe         |
| 60  | Echo        | Una           | Huberta     | Carlova        | Scania        |
| 61  | Danaë       | Athor         | Prymno      | Bononia        | Saskia        |
| 62  | Erato       | Laurentia     | Valda       | Havnia         | Eriphyla      |
| 63  | Ausonia     | Erigone       | Dresda      | Padua          | Lola          |
| 64  | Angelina    | Eva           | Libussa     | Isara          | Megaira       |
| 65  | Cybele      | Loreley       | Anna        | Corduba        | Alekto        |
| 66  | Maja        | Rhodope       | Aline       | Vincentina     | Tisiphone     |
| 67  | Asia        | Urda          | Tirza       | Amicitia       | Laura         |
| 68  | Leto        | Sibylla       | Adorea      | Haidea         | Lina          |
| 69  | Hesperia    | Zelia         | Justitia    | Aëria          | Argentina     |
| 70  | Panopaea    | Maria         | Anahita     | Modestia       | Kilia         |
| 71  | Niobe       | Ophelia       | Penthesilea | Bohemia        | Papagena      |
| 72  | Feronia     | Baucis        | Antonia     | Palma          | Roma          |
| 73  | Klytia      | Ino           | Atropos     | Melusina       | Nolli         |
| 74  | Galatea     | Phaedra       | Philagoria  | Burgundia      | Prudentia     |
| 75  | Eurydike    | Andromache    | Sapientia   | Ursula         | Ocllo         |
| 76  | Freia       | Iduna         | Adelheid    | Geometria      | Hedwig        |
| 77  | Frigga      | Irma          | Elvira      | Campania       | Italia        |
| 78  | Diana       | Belisana      | Paulina     | Holmia         | Tergeste      |
| 79  | Eurynome    | Klytaemnestra | Thule       | Huenna         | Caprera       |
| 80  | Sappho      | Garumna       | Philia      | Fiducia        | Hansa         |
| 81  | Terpsichore | Eucharis      | Lucretia    | Myrrha         | Emita         |
| 82  | Alkmene     | Elsa          | Clorinde    | Dodona         | Petrina       |
| 83  | Beatrix     | Istria        | Emma        | Janina         | Seppina       |
| 84  | Klio        | Dejopeja      | Amalia      | Burdigala      | Pittsburghia  |
| 85  | Io          | Eunike        | Regina      | Ilmatar        | Genua         |
| 86  | Semele      | Celuta        | Iclea       | Siegena        | Cremona       |
| 87  | Sylvia      | Lamberta      | Nephthys    | Aquitania      | Venetia       |
| 88  | Thisbe      | Menippe       | Glauke      | Charybdis      | Kreusa        |
| 89  | Julia       | Phthia        | Nenetta     | Industria      | Comacina      |
| 90  | Antiope     | Ismene        | Bruna       | Alma           | Veritas       |
| 91  | Aegina      | Kolga         | Alice       | Ingeborg       | Carina        |
| 92  | Undina      | Nausikaa      | Ludovica    | Wilhelmina     | Gismonda      |
| 93  | Minerva     | Ambrosia      | Brasilia    | Lampetia       | Griseldis     |
| 94  | Aurora      | Prokne        | Felicia     | Arduina        | Virtus        |
| 95  | Arethusa    | Eurykleia     | Theresia    | Delia          | Eulalia       |
| 96  | Aegle       | Philomela     | Phaëtusa    | Aeolia         | Gryphia       |
| 97  | Klotho      | Arete         | Caecilia    | Vienna         | Iva           |
| 98  | Ianthe      | Ampella       | Baptistina  | Admete         | Tokio         |
| 99  | Dike        | Byblis        | Thora       | Persephone     | Venusia       |
| 100 | Hekate      | Dynamene      | Geraldina   | Ducrosa        | Selinur       |
|     | 100         | 200           | 300         | 400            | 500           |